# Harpactea incurvata
Harpactea incurvata är en spindelart som beskrevs av Robert Bosmans och Beladjal 1991. Harpactea incurvata ingår i släktet Harpactea och familjen ringögonspindlar.
Artens utbredningsområde är Algeriet. Inga underarter finns listade i Catalogue of Life.